# Alper Solak
Alper Solak (* 16. Oktober 1989 in Ankara) ist ein türkischer Eishockeyspieler, der seit 2015 beim Gümüş Patenler SK in der türkischen Superliga unter Vertrag steht. 

## Karriere
Alper Solak begann seine Karriere als Eishockeyspieler beim Büyükşehir Belediyesi Ankara SK in seiner Heimatstadt, für den er in der Saison 2003/04 sein Debüt in der Türkischen Superliga gab. 2006 wechselte er zum Lokalkonkurrenten Başkent Yıldızları SK, den er nach zwei Jahren wieder verließ, um zum ebenfalls in Ankara beheimateten Klub der Polizeiakademie zu wechseln, mit dem er 2009 türkischer Landesmeister wurde. Anschließend zog es ihn zum Universitätssportverein der Hauptstadt, mit dem er 2010 erneut den türkischen Titel errang. 2011 kehrte Solak zu Başkent zurück und gewann mit dem Klub 2012 und 2013 seine nationalen Titel Nummer drei und vier. Trotz dieser Erfolge verließ er den Verein im Sommer 2013 und wechselte zum Zweitligisten Buz Korsanlar, für den er zwei Jahre auf dem Eis stand. 2015 kehrte er in die Superliga zurück, wo er für den Gümüş Patenler SK spielt.

### International
Für die Türkei nahm Solak im Juniorenbereich in der Division III an den U18-Weltmeisterschaften 2004, 2005, 2006 und 2007 sowie den U20-Weltmeisterschaften 2005, 2006, 2007 und 2008 teil. 
Mit der Herren-Nationalmannschaft spielte der Stürmer bei den Weltmeisterschaften der Division II 2007, 2010, 2013 und 2014 sowie bei den Weltmeisterschaften der Division III 2006, 2008, 2009, 2011, 2012 und 2015. Zudem stand er bei der Qualifikation für die Olympischen Winterspiele 2010 in Vancouver für das Team vom Bosporus auf dem Eis.

## Erfolge und Auszeichnungen
- 2006 Aufstieg in die Division II bei der Weltmeisterschaft der Division III
- 2009 Aufstieg in die Division II bei der Weltmeisterschaft der Division III
- 2009 türkischer Meister mit Polis Akademisi ve Koleji
- 2010 Türkischer Meister mit dem Ankara Üniversitesi SK
- 2012 Aufstieg in die Division II, Gruppe B, bei der Weltmeisterschaft der Division III
- 2012 Türkischer Meister mit dem Başkent Yıldızları SK
- 2013 Türkischer Meister mit dem Başkent Yıldızları SK